# Mitra
För andra betydelser, se Mitra (olika betydelser).

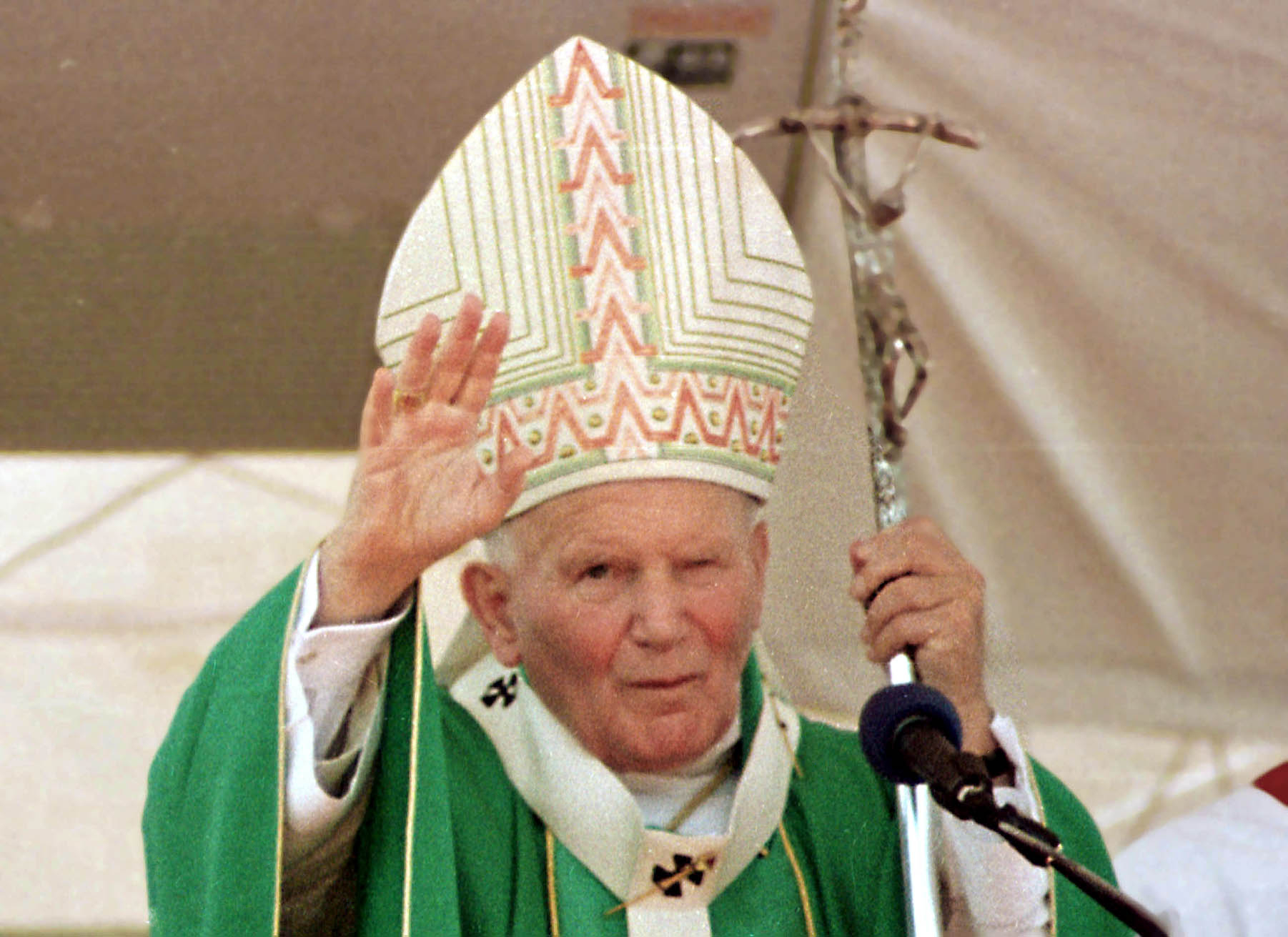
Exempel på mitra – påve Johannes Paulus II.

Mitra är en (liturgisk) huvudbonad som i huvudsak bärs av biskopar som symbol för deras ämbete. Även abbotar och förr även abbedissor i vissa klosterordnar bär ibland mitra.
Den toppiga, trekantiga mitran är en symbol för de eldslågor som vid den första kristna pingsten stannade över apostlarnas huvuden. Den är alltså ett tecken på biskoparnas apostoliska uppgift att råda och stödja i kyrkan.
Mitran kom i bruk omkring 1000, och har utvecklats från en konisk mössa, som så småningom blev lägre, fick ett veck i mitten från panna till nacke och sedan ett par spetsiga, i början lägre, sedan högre gavellika sidostycken som omkring 1200 vändes så att de kom att stå upp framtill och baktill i stället för som tidigare över öronen.
Från mitran hänger på ryggen ner två band (infulae), som från början var knytband, men som idag endast har en dekorativ funktion.
Biskopars heraldiska vapen kröns ofta av mitror, på samma sätt som adliga eller kungliga vapen kröns av kronor.
Inom Svenska kyrkan avskaffades mitran genom Uppsala mötes beslut 1593 men återinfördes på 1700-talet.